# Tryphon heliophilus
Tryphon heliophilus là một loài tò vò trong họ Ichneumonidae.